# Jessica Gutermann
Jessica Gutermann (* 18. Dezember 1984 in Gelnhausen, jetzt Jessica Gutermann-Albrecht) ist eine deutsche Volleyball- und Beachvolleyballspielerin.

## Karriere Halle
Gutermann spielte 2006/07 Hallenvolleyball in der Bundesliga beim 1. VC Wiesbaden. Später ging die Libera zur TG Bad Soden, wo sie von 2010 bis 2017 in der Zweiten Bundesliga Süd spielte.

## Karriere Beach
Gutermann absolvierte seit 2003 im Beachvolleyball mit wechselnden Partnerinnen ihre ersten Turniere in der hessischen Heimat. Nach einer Pause wegen der Geburten ihrer beiden Kinder bildete sie von 2011 bis 2013 auf der Smart Beach Tour und bei anderen nationalen Turnieren ein Duo mit Elena Kiesling. 2013 nahmen Gutermann/Kiesling an den Deutschen Meisterschaften in Timmendorfer Strand teil und belegten Platz 13.